# TikTok Awards (Brasil)
Los TikTok Awards son una entrega de premios anual que celebra a los creadores de contenido en la plataforma TikTok en Brasil. La primera edición del evento se realizó el 15 de diciembre de 2021, en el Teatro Alfa, en São Paulo.

## Ediciones
| N.º | Fecha                   | Local               | Ciudad    | Presentación                                  | Ref.  |
| --- | ----------------------- | ------------------- | --------- | --------------------------------------------- | ----- |
| 1   | 15 de diciembre de 2021 | Teatro Alfa         | San Pablo | Sabrina Sato                                  | [ 4 ] |
| 2   | 12 de diciembre de 2022 | Vibra São Paulo     | San Pablo | Sabrina Sato, Pedro Sampaio y Raphael Vicente | [ 5 ] |
| 3'  | 12 de diciembre de 2022 | Gimnasio Ibirapuera | San Pablo | Sabrina Sato, Pedro Sampaio y Raphael Vicente |       |

## Categorías

### Categorías actuales
- Entregou Tudo na For You
- Vídeo do Ano
- Um Hit é um Hit
- #AprendaNoTikTok
- Entretê de Milhões
- Isso aqui é a Elite!
- Zerou o Game
- Não Nasci, Estreei
- Artista TikTok
- Credo, Que Delícia!
- Arrume-se Comigo
- Surra de Beleza
- Quem Sabe Faz na Live

### Categorías eliminadas
- Rindo Até 2022
- Chegou Brilhando
- Joga y joga
- Profissão: Gamer
- Hitou no TikTok
- Resenha de Viagem
- POV
- Dueta Comigo
- Deu Show
- Nunca foi Coadjuvante
- Good Video Well Played
- Fofoca? Aceito
- Pet do Ano

### Premios especiales

#### Musa das Trends
- 2021: Virginia Fonseca[6]
- 2022: Gkay[7]

- Datos: Q115919905